# Kostel Nanebevzetí Panny Marie (Třebovice)
Kostel Nanebevzetí Panny Marie je nejstarší mariánský kostel na území města Ostravy a druhý ostravský kostel zasvěcený Nanebevzetí Panny Marie (tím dalším je michálkovický kostel). Od 2. března 2011 je památkově chráněn.

## Historie
Nachází se v městském obvodu Třebovice. Původní dřevěný kostelík je písemně doložen již v roce 1553. Na jeho místě byl v roce 1738 postaven zděný barokní kostel. V roce 1931 byl kostel vyzdoben malbami dle návrhu vídeňského malíře Josefa Kleinerta.
Ke zdi kostela přiléhá hrobka rodiny Stonawských (evangelíků) a Scholzových, kde je pohřbena i spisovatelka Maria Stona.